# Dagmar Roth-Behrendt
Dagmar Roth-Behrendt (n. 21 februarie 1953, Frankfurt am Main, RFG) este un om politic german, membru al Parlamentului European în perioada 1999-2004 din partea Germaniei.